# Jolimetz

Jolimetz este o comună în departamentul Nord, Franța. În 1 ianuarie 2022 avea o populație de 860 de locuitori.